# حلمي الغمراوي
حلمي الغمراوي ممثل مصري  بدأ مشواره الفني في الثمانينيات وادى أدواراً ثانوية في السينما والتليفزيون وغالبا دور الرجل ابن البلد البسيط، أو المخبر، أو الفراش، أو الشاويش، أو التاجر، أو المعلم، أو الغفير. أشترك منذ عام 1980 وحتى 2010 في 88 عملاً  في كل المجالات.

## أهم أعماله
- فيلم «عصفور الشرق» للمخرج يوسف فرانسيس عام 1986[7]
- فيلم «امرأة من نار» للمخرج أحمد ثروت عام 1987[8]
- فيلم «قاهر الفرسان» للمخرج ناصر حسين عام 1988[9]
- فيلم «المليونير الصعلوك» للمخرج سيد سيف عام 1994[10]
- فيلم «كلمني شكراً» للمخرج خالد يوسف عام 2010 [11]

## وصلات خارجية
https://elcinema.com/person/1976875 حلمي الغمراوي
https://dhliz.com/artist/CA5X0lbeGPs/ حلمي الغمراوي
https://karohat.com/Person/422f5903-1c35-4d91-877f-ecff646cd46e حلمي الغمراوي